# Neste de la Géla
Cet article concerne la Neste de la Géla. Pour l'ensemble des cours d'eau portant le nom de Neste, voir Neste (homonymie).
La Neste de la Géla est un ruisseau du Sud-Ouest de la France qui prend naissance dans les Pyrénées. C'est un affluent de la Neste d'Aure en rive droite.

## Hydronymie
Neste est aussi le nom générique de plusieurs de ses affluents comme, plus à l'ouest, gave est celui de nombreux cours d'eau des Pyrénées (affluents des gaves de Pau ou d'Oloron) en Bigorre et Béarn.

## Géographie
La Neste de la Géla est un ruisseau qui prend naissance dans le département des Hautes-Pyrénées, sur la commune de Aragnouet, dans la vallée de la Géla au lieu-dit Barroude sur le versant est de la pic de Gerbats vers 2 300 mètres d'altitude.
Elle est longue de 7,82 km.
Au Plan, vers 1 300 mètres d'altitude, elle se jette dans la Neste d'Aure en rive droite, en bordure de la route départementale 118.

### Commune traversé
Elle n'arrose que la commune d'Aragnouet.

## Affluents
Les affluents ne sont pas répertoriés par le Sandre, qui sont de  courts ruisseaux.